# جوردن توماس (لاعب كرة قدم)
جوردن توماس (بالإنجليزية: Jordan Thomas)‏ هو لاعب كرة قدم بريطاني، ولد في 2 يناير 2001 في غرينتش في المملكة المتحدة.

## وصلات خارجية
- جوردن توماس (لاعب كرة قدم) على موقع قاعدة بيانات كرة القدم.إي يو (الإنجليزية)
- جوردن توماس (لاعب كرة قدم) على موقع Soccerbase.com (لاعب) (الإنجليزية)
- جوردن توماس (لاعب كرة قدم) على موقع Soccerway.com (الإنجليزية)
- جوردن توماس (لاعب كرة قدم) على موقع عالم كرة القدم.نت (الإنجليزية)